# コート・ド・ブール
コート・ド・ブール （Côtes-de-bourg）は、ボルドーワインの1つ。ブールを中心に15村で作られている。
ぶどうの栽培は、メドック地区よりも遙かに古いと言われ、ボルドーワインの発祥地とされている。
わずかに白ワインも作られているがほとんどが赤ワインである。赤ワインは、メルロー種を主体にして作られるものが多いが、土壌の関係で、カベルネ・ソーヴィニョン種の比率の高いものもある。ものによって、かなり軽いものからどっしりとしたこくのあるものまで様々である。